# Microwatt
| Grotere/kleinere eenheden | Grotere/kleinere eenheden | Grotere/kleinere eenheden |
| factor                    | naam                      | symbool                   |
| ------------------------- | ------------------------- | ------------------------- |
| 10−6                      | microwatt                 | μW                        |
| 10−3                      | milliwatt                 | mW                        |
| 1                         | watt                      | W                         |
| 103                       | kilowatt                  | kW                        |
| 106                       | megawatt                  | MW                        |
| 109                       | gigawatt                  | GW                        |
| 1012                      | terawatt                  | TW                        |
| 1015                      | petawatt                  | PW                        |

Een microwatt bedraagt een miljoenste (10−6) van een watt (0,000 001 W). Het woord wordt gevormd door het voorvoegsel micro, gevoegd bij de eenheid watt (W). Het symbool is μW. Een microwatt is een heel klein natuurkundig vermogen. De eenheid vindt zijn toepassing met name in CMOS-technologie (waar relatief weinig energie wordt verbruikt), zendvermogen, geluidsanalyses en in de chemie van levende cellen. 1 microwatt is gelijk aan −30 dBm.